# Liste der 999 Frauen des Heritage Floor/Trota
Diese Liste beschreibt das Gedeck für Trota auf dem Tisch der Kunstinstallation The Dinner Party von Judy Chicago. Sie ist Teil der Liste der 999 Frauen des Heritage Floor, die den jeweiligen Gedecken auf dem Tisch zugeordnet sind. Die Namen der 999 Frauen befinden sich auf den Kacheln des Heritage Floor, der unterhalb des Tisches angeordnet, zur Kunstinstallation gehört.

## Beschreibung
Die Installation besteht aus einem dreiseitigen Tisch, an dem jeweils 13 historische oder mythologische Persönlichkeiten, somit insgesamt 39 Personen, von der Urgeschichte bis zur Frauenrechtsbewegung Platz finden. Diesen Personen wurde am Tisch jeweils ein Gedeck bestehend aus einem individuell gestalteten Tischläufer, einem individuell gestalteten Teller sowie einem Kelch, Messer, Gabel, Löffel und einer Serviette zugeordnet. Die erste Seite des Tisches widmet sich der Urgeschichte bis zur Römischen Kaiserzeit, die zweite der Christianisierung bis zur Reformation und die dritte von der Amerikanischen Revolution bis zur Frauenbewegung. Jedem Gedeck auf dem Tisch sind weitere Persönlichkeiten zugeordnet, die auf den Fliesen des Heritage Floor, der den Raum unter dem Tisch und die Mitte des Raumes zwischen den Seite des Tisches einnimmt, einen Eintrag erhalten haben. Diese Liste erfasst die Persönlichkeiten, die dem Gedeck von Trota zugeordnet sind. Ihr Platz befindet sich an der zweiten Tischseite.

### Hinweise
Zusätzlich zu den Namen wie sie in der deutschen Transkription oder im wissenschaftlichen Sprachgebrauch benutzt werden, wird in der Liste die Schreibweise aufgeführt, die von Judy Chicago auf den Kacheln gewählt wurde.
Die Angaben zu den Frauen, die noch keinen Artikel in der deutschsprachigen Wikipedia haben, sind durch die unter Bemerkungen angeführten Einzelnachweise referenziert. Sollten einzelne Angaben in der Tabelle nicht über die Hauptartikel referenziert sein, so sind an der entsprechenden Stelle zusätzliche Einzelnachweise angegeben. Bei Abweichungen zwischen belegten Angaben in Wikipedia-Artikeln und den Beschreibungen des Kunstwerks auf der Seite des Brooklyn Museums wird darauf zusätzlich unter Bemerkungen hingewiesen.

### Gedeck für Trota

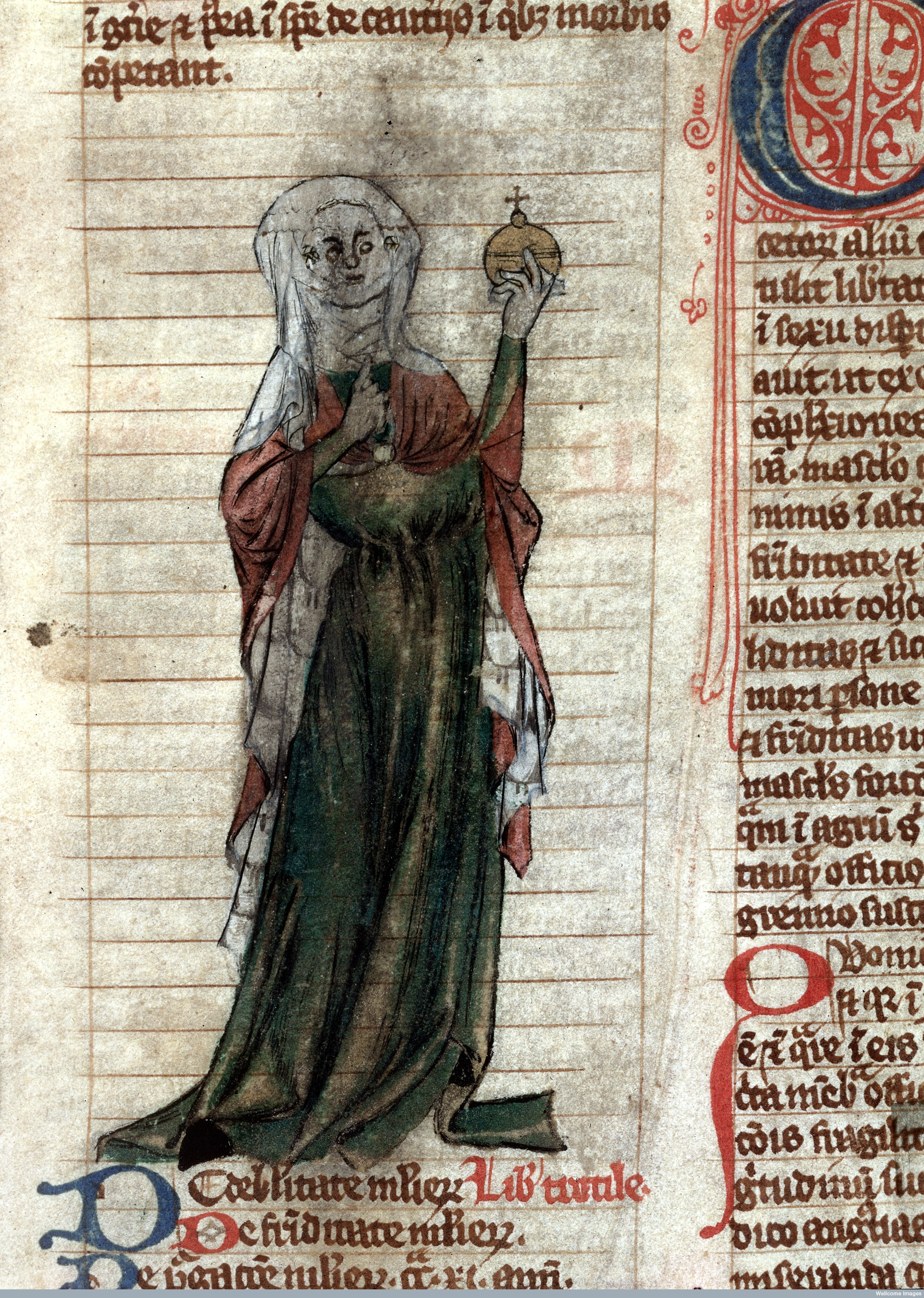
Historische Darstellung der Trota, Mittelalterliches Manuskript um 1200

Trota gehörte als praktische Ärztin zur Fakultät von Salerno. Sie schrieb mehrere Abhandlungen über die medizinische Praxis. Es wird vermutet, dass sie möglicherweise die Frau des Arztes Johannes Platearius war. Wenn dies zutrifft, wären die Ärzte Matthaeus Platearius und Johannes Platearius der Jüngere ihre Söhne.  Wenn sie die Frau von Platerius war, hat sie gemeinsam mit ihm und den Söhnen an der medizinischen Enzyklopädie Practica brevis gearbeitet. Im Haupttext der Schule von Salerno, De aegritudinum curatione aus dem 12. Jahrhundert, sind medizinische Lehrschriften der sieben Großmeister der Schule enthalten, darunter auch das Trotula-Ensemble und der Traktat Practica brevis des Johannes Platearius dem Jüngeren.
Sicher belegen lässt sich die historische Person Trota durch die Entdeckung einer Sammelhandschrift aus dem 13. Jahrhundert (Collectio Salernitana) von John F. Benton in Madrid im Jahr 1985, welches das um 1150 von Trota verfasste allgemeinmedizinische Werk Practica secundum Trotam enthält.
Trotula ist eine medizinische Sammelschrift im Bereich der Frauenheilkunde aus dem 12. Jahrhundert, die bis ins 15. Jahrhundert, in Deutschland und England bis ins 16. Jahrhundert, als Standardwerk angesehen wurde. Zum Trotula-Ensemble gehören drei Werke, deren Autoren im ersten und dritten Fall nicht bekannt sind. Zumindest die zweite Schrift geht auf Trota zurück.
Die erste Schrift ist Liber de sinthomatibus mulierum. Sie weist Einflüsse der arabischen Medizin auf und basiert stark auf dem Zād al-musāfir von Ibn al-Dschazzar, welches Konstantin der Afrikaner im späten 11. Jahrhundert übersetzt hatte. Hauptquelle für Ibn al-Jazzar wiederum war Galenos von Pergamon, daneben werden Hippokrates von Kos, Oribasius, Pedanios Dioskorides, Paulus und Justinus zitiert.
Die zweite Schrift trägt den Titel De curis mulierum. Diese Schrift wird Trota zugeschrieben und ist auch als Passionibus mulierum curandorum oder Trotula major bekannt. In ihrem Werk betont sie die Wichtigkeit von Sauberkeit, ausgewogener Ernährung und körperlicher Betätigung. Gleichzeitig warnt sie vor Stress und Unruhe. Sie arbeitet mit unkomplizierten, auch für Mitglieder des einfachen Volkes erschwinglichen, Mitteln und Rezepten.
In der dritten Schrift De ornatu mulierum werden Hautkrankheiten und Kosmetika besprochen, diese Schrift ist auch als Trotula minor bekannt.
Das Gedeck für Trota auf dem Tisch der Dinner Party bringt sie als Ärztin mit Geburt in Beziehung. Der Tischläufer weist als zentrales Element ein Bild des Lebensbaumes auf. Er steht für Trotas Beruf der Gynäkologin. Der Läufer ist in der Trapunto-Technik bestickt. Diese Stepptechnik geht auf das Sizilien des 11. Jahrhunderts zurück. Der weiße Stoff des Läufers erinnert an ein Windeltuch. Gearbeitet ist er wie eine Steppdecke, die eine visuelle Verbindung zu der bekannten Babydecke herstellt. Der Initial-Buchstabe „T“ auf der Vorderseite des Läufers ist mit einem Vogel des Lebensbaumes verziert. Der Teller zeigt ein Geburtsbild sowie geschwungene Formen, die an den Caduceus erinnern, einem Symbol für Medizin und Ärzte. Diese Schlangenformen beziehen sich auch auf die aztekische Fruchtbarkeitsgöttin, die als Patronin der Hebammen diente. Chicago wählte das Schlangenmotiv „wegen seiner historischen Assoziation mit weiblicher Weisheit und Heilkraft“.
| Name                     | Schreibweise auf der Kachel | Geburtsdatum  | kulturräumliche Zuordnung              | Bemerkungen | Bild |
| ------------------------ | --------------------------- | ------------- | -------------------------------------- | --- | ---- |
| Abella                   | Abella of Salerno           | Mitte 14. Jh. | Königreich Neapel, Salerno             | Unterricht in Allgemeinmedizin an der Schola Medica Salernitana, der ersten medizinischen Schule in Europa. Sie spezialisierte sich auf Embryologie und veröffentlichte zwei Abhandlungen. |      |
| Adelberger               | Adelberger                  | 8. Jh.        | Lombardei                              | Adelberger wird in der Kunstinstallation als Ärztin, Mitglied der Gilde der Laienheiler vorgestellt. Richtig ist jedoch, dass es durch Missverständnisse zu einer Verschiebung der Königstochter und Herzogin Adelperga zur Laienärztin Adelberger gekommen ist.                                                                          |      |
| Æthelthryth              | Etheldreda                  | um 636        | Königreich East Anglia                 | angelsächsische Heilige. |      |
| Ageltrude                | Ageltrude Benevento         | 9. Jh.        | Ostfrankenreich                        | Kaiserin und Königin von Italien, setzte sich gegen den Papst Formosus durch, der zweimal nach seinem Tod unehrenhaft in den Tiber geworfen wurde, um ihrem Sohn die Krone zu sichern. |      |
| Aloara                   | Aloara                      | 10. Jh.       | Ostfrankenreich                        | Nach dem Tod ihres Mannes Pandolf im Jahre 981 regierte sie Capua bis zu ihrem Tod im Jahr 992. |      |
| Bertha von Sulzbach      | Bertha of Sulzbach          | um 1110       | Byzantinisches Reich                   | Als Gemahlin von Manuel I. Komnenos die einzige Deutsche auf dem byzantinischen Kaiserthron. |      |
| Bettisia Gozzadini       | Bettisia Gozzadini          | 1209          | Heiliges Römisches Reich               | Juristin, die etwa 1239 an der Universität von Bologna lehrte. Sie gilt als die erste Frau, die an einer Universität unterrichtet hat. |      |
| Engelberga               | Angelberga                  | 9. Jh.        | Ostfrankenreich                        | Kaiserin als Ehefrau des Kaisers Ludwig II., Äbtissin des von ihr gegründeten Klosters San Sisto in Piacenza. |      |
| Francisca de Romana      | Francesca of Salerno        | 14. Jh.       | Königreich Neapel, Salerno             | Promovierte 1321 in der Chirurgie an der medizinischen Fakultät von Salerno, die im vierzehnten Jahrhundert ein Ausbildungsort für viele weibliche Ärzte war und von Anfang an Frauen angenommen hatte. |      |
| Konstanze von Sizilien   | Constantia                  | 1154          | Königreich Sizilien                    | Königin von Sizilien aus eigenem Recht und die letzte Angehörige des Hauses Hauteville auf dem sizilianischen Thron. |      |
| Odilia                   | Odilla                      | um 660        | Fränkisches Reich, Elsass oder Burgund | Äbtissin, wird als Schutzpatronin des Elsass und des Augenlichtes verehrt. |      |
| Päpstin Johanna          | Pope Joan                   | N/A           | Spätmittelalter                        | Fiktive, sich als Mann ausgebende gelehrte Frau, die als Papst amtiert haben soll. |      |
| Rachel                   | Rachel                      | um 1070       | Fränkisches Reich, Troyes              | Rachel war eine der drei Töchter des bekannten Talmud-Gelehrten Schlomo Jizchaki, genannt Raschi. Alle drei Töchter waren selbst gelehrte Frauen und heirateten die begabtesten Schüler Raschis. |      |
| Sara de Sancto Aegidio   | Sarah of St. Gilles         | 14. Jh.       | Champagne                              | Eine mittelalterliche Ärztin. Ihre Praxis und medizinisches Wissen ist durch einen Vertrag mit ihrem Schüler bekannt. Dieses Dokument ist das früheste und bekannteste Beispiel für diese Art von Lehrer-Schüler-Vertrag. |      |
| Stéphanie de Montaneis   | Stephanie De Montaneis      | 13. Jh.       | Heiliges Römisches Reich, Lyon         | Ärztin in Lyon zu einer Zeit, in der es für Frauen schwierig war, in den medizinischen Bereich einzutreten. Es wird angenommen, dass sie von ihrem Vater Étienne de Montaneis ausgebildet wurde. |      |
| Theodora I. von Tusculum | Theodora the Senatrix       | 8. Jh.        | Fränkisches Reich, Tusculum            | Gattin des römischen Senators und Adelsführers Theophylakt I. von Tusculum und mit den Titeln senatrix oder vestaratrix an dessen Herrschaft in Rom beteiligt. |      |
| Urraca von Portugal      | Urraca                      | 1148          | Portugal                               | Portugiesische Infantin, Tochter von Afonso I., 1. König von Portugal und seiner Frau Mathilde. Sie heiratete Ferdinand II. Die Ehe hinderte ihren Vater nicht daran, ihrem Ehemann den Krieg zu erklären. Sie wurde 1175 zur Trennung von ihrem Mann gezwungen, da sie Cousins zweiten Grades waren und ein Dispens nicht gewährt wurde. |      |
| Walburga                 | Walpurgis                   | um 710        | Fränkisches Reich                      | Angelsächsische Benediktinerin und Äbtissin des Klosters Heidenheim. Walburga gilt als die Tochter des westsächsischen christlichen Königs Richard von Wessex und wird von den meisten Quellen als eine Nichte des heiligen Bonifatius angesehen. In der katholischen Kirche wird sie als Heilige verehrt.                                |      |

Einzelnachweise
1. ↑  Brooklyn Museum: Trotula. In: brooklynmuseum.org. Abgerufen am 20. Oktober 2019.
2. ↑  Judy Chicago: The Dinner Party: From Creation to Preservation. Merrell, London 2007, ISBN 978-1-85894-370-1, S. 116.
3. ↑  Marilyn Ogilvie, Joy Harvey: The Biographical Dictionary of Women in Science: Pioneering Lives From Ancient Times to the Mid-20th Century. Routledge, 2003, ISBN 1-135-96342-8 (books.google.de).
4. ↑  Muriel Joy Hughes: Women healers in medieval life and literature /. New York :, 1943, S. 141.